# Jenny McCarthy
Jennifer McCarthy Wahlberg (születési nevén Jennifer Ann McCarthy; Evergreen Park, Illinois, 1972. november 1.) amerikai színésznő, modell, oltásellenes aktivista, televíziós személyiség és szerző. Karrierje 1993-ban kezdődött, amikor a Playboy modellje volt. Később az év Playmate-jének nevezték. Ezt követően televíziós és filmes karrierbe kezdett. Először a Singled Out (1995-1997) című MTV-s vetélkedő társ-műsorvezetője volt, majd két rövid életű vígjátéksorozatban (Jenny, 1997-1998) és Donnie Loves Jenny, 2015-2016) szerepelt. Olyan filmekben is játszott, mint a Sikoly 3. (2000) és a Dögölj meg, John Tucker (2006). 2013-ban saját talk show-ja lett The Jenny McCarthy Show címmel, majd a The View című talk-show egyik műsorvezetője lett. 2019 óta az Álarcos énekes amerikai változatának (The Masked Singer) egyik zsűrije.
Több könyvet is írt a nevelésről, valamint az alternatív gyógyászatról. Azt az elméletet terjesztette, hogy az oltás autizmust okoz, illetve azt állította, hogy egy terápia meggyógyította az autista fiát. Ezek a nézeteket „veszélyesnek” és „félreinformáltnak” nevezték.

## Élete
1972. november 1.-jén született Chicago Evergreen Park nevű külvárosában. Munkásosztály-beli katolikus családban nőtt fel. Német, ír és lengyel felmenőkkel rendelkezik. Chicago West Elsdon nevű negyedében élt. Négy testvére van:  Lynette, Joanne, Amy és Melissa. McCarthy anyja, Linda háziasszony volt, míg apja, Dan egy acélgyárban dolgozott.
A Mother McAuley Liberal Arts High Schoolban tanult. Pompomlány volt a Brother Rice High Schoolban és a St. Laurence High Schoolban is, azonban önmagát "számkivetettként" jellemezte, és állítása szerint gyakran bántalmazták. Két évig a Southern Illinois Universityn tanult.

## Karrierje
1993-ban a Playboy magazin 20 000 dollárt ajánlott McCarthynak, hogy szerepeljen az októberi számában. McCarthy 1993 októberében a hónap Playmate-je lett.

### Közszereplés
McCarthy egykor a Candie's cipőcégnek modellkedett. Az egyik magazinhirdetésben McCarthy egy vécéülőkén pózolt alsóneművel a bokájához közel. Collin Gifford Brooke kulturológus azt írta, hogy a hirdetés a „tabu jellegének” köszönheti a figyelmet, ugyanakkor megjegyezte, hogy a hirdetés maga is hozzájárult a tabu gyengítéséhez. Egy másik Candie's-reklám McCarthy-t ábrázolta, amint egy zsúfolt liftben „levegőt fúj”.

## Magánélete
1994-től 1998-ig Ray Manzella menedzserrel járt. 1998-ban John Mallory Asher színésszel kezdett randevúzni. 1999. szeptember 11.-én házasodtak össze. 2002 májusában született meg fiuk, Evan, akit 2005 májusában autizmussal diagnosztizáltak. McCarthy és Asher 2005 szeptemberében váltak el.
2005 decemberében Jim Carreyvel kezdett járni, azonban ez csak 2006 júniusában vált publikussá. Az Ellen DeGeneres Show 2008. április 2.-ai adásában McCarthy elmondta, hogy együtt élnek, de nem tervezik a házasságot. 2010 áprilisában bejelentették, hogy elválnak.
2013 júliusában Donnie Wahlberg lett a párja. McCarthy 2014. április 16.-án bejelentette, hogy jegyesek, és 2014. augusztus 31.-én összeházasodtak.

## Filmográfia

### Film
| Év   | Magyar cím                           | Eredeti cím                             | Szerep             | Magyar hangja        |
| ---- | ------------------------------------ | --------------------------------------- | ------------------ | -------------------- |
| 1995 | Leszámolás Denverben                 | Things to Do in Denver When You're Dead | szőke ápolónő      |                      |
| 1996 | Lökött bagázs                        | The Stupids                             | elbűvölő színésznő |                      |
| 1998 | Basebolondok                         | BASEketball                             | Yvette Denslow     |                      |
| 1999 | Gyémántok                            | Diamonds                                | Sugar              |                      |
| 2000 | Sikoly 3.                            | Scream 3                                | Sarah Darling      | Solecki Janka        |
| 2001 | És a 7. napon Isten golfozni ment    | Thank Heaven                            | Julia              |                      |
| 2002 |                                      | The Perfect You                         | Whitney            |                      |
| 2003 | Horrorra akadva 3.                   | Scary Movie 3                           | Kate               | Wessely-Simonyi Réka |
| 2005 | Piszkos szerelem                     | Dirty Love                              | Rebecca Sommers    | Major Melinda        |
| 2006 | Dögölj meg, John Tucker              | John Tucker Must Die                    | Lori Spencer       | Spilák Klára         |
| 2008 |                                      | Witless Protection                      | Connie             |                      |
| 2008 | Hot-Dog túra                         | Wieners                                 | Mrs. Isaac         |                      |
| 2010 | Sammy nagy kalandja: A titkos átjáró | Sammy's avonturen: De geheime doorgang  | Shelly (hangja)    |                      |

### Videójátékok
| Év   | Cím                            | Szerep                  | Megjegyzés |
| ---- | ------------------------------ | ----------------------- | ---------- |
| 2008 | Command & Conquer: Red Alert 3 | Tanya különleges ügynök |            |